# Scandic Grand Central
Scandic Grand Central  es un hotel sueco ubicado en la calle Kungsgatan 70 del barrio Vasastan en Estocolmo. 
Pertenece a la cadena Scandic y se encuentra frente al Teatro Oscar y al Casino Cosmopol. Cuenta con 391 habitaciones, y tiene 5 pisos. En la planta baja se encuentra el restaurante Teaterbrasseriet.
El hotel también alberga al Teatro Vasa, que cuenta con capacidad para 600 personas. Tiene un sistema de sonido moderno y que esta aislado del resto del hotel. Es uno de los primeros teatros privados de Estocolmo, fue fundado en 1886.